# 157473 Емуно
157473 Емуно (157473 Emuno) — астероїд головного поясу, відкритий 23 серпня 2005 року.
Тіссеранів параметр щодо Юпітера — 3,535.